# Swing it, magistern! (sång)

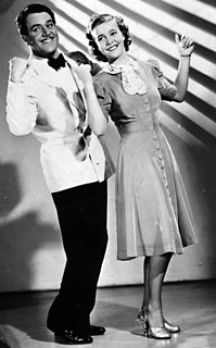
Adolf Jahr och Alice Babs i filmen med samma namn från 1940.

Swing it, magistern! är en sång som spelades in av Alice Babs och skrevs av Kai Gullmar (musik) och Hasse Ekman (text). Sången komponerades för filmen filmen med samma namn och utkom på skiva 1940.
Lars Vegas trio spelade 1992 in sången på albumet På korståg för schlagerns bevarande., vilket även Simons gjorde samma år på albumet Melodier vi minns och 1994 gjorde Thorleifs en inspelning på albumet Och du tände stjärnorna. 2003 spelade Malin Skär (förr Brandt) in sången på albumet Si God Afton.
Sten & Stanley spelade in "Twist It, Magistern". Den utgavs på EP-skivan med samma namn (Decca SDE 7241) 1963.